# Temple mormon de Medford
Le temple mormon de Medford est un temple de l’Église de Jésus-Christ des saints des derniers jours situé à Medford, dans l’État de l’Oregon, aux États-Unis. Il a été inauguré le 16 avril 2000.